# Darin Brooks
Darin Lee Brooks (Honolulú, Hawái; 27 de mayo de 1984) es un actor estadounidense, más conocido por haber interpretado a Max Brady en Days of Our Lives, a Alex Moran en Blue Mountain State y actualmente por dar vida a Wyatt Fuller en la serie The Bold and the Beautiful.

## Biografía
Es hijo de Don y Susan Brooks. Asistió al "Henry J. Kaiser High School" de donde se graduó en 2002. 
Le gusta el surf, el skateboarding, el béisbol, el fútbol americano y el fútbol.
En 2010 comenzó a salir con la actriz canadiense Kelly Kruger, con quien se comprometió en junio de 2014.

## Carrera como actor
Brooks fue descubierto por el agente de casting Kathy Henderson. Empezó a ser modelo
Comenzó su etapa como actor en el programa de teatro del instituto, más tarde siguió actuando en clases y apareció como extra en varias películas. 
Cuando se mudó a Los Ángeles, llamó inmediatamente a Henderson y dos años después comenzó a trabajar en la serie de la NBC Days of our Lives dando vida a Maxwell "Max" Brady desde el 21 de junio de 2005 hasta el 16 de marzo de 2010.
Más tarde aceptó un nuevo papel en la serie de Spike TV: Blue Mountain State, en donde interpretó a Alex Moran, un quarterback suplente de primer año  se contenta con pasar sus días como jugador reserva y a tener tanta diversión como sea humanamente posible en la universidad, que incluye emborracharse y practicar mucho sexo.
El 21 de junio de 2013, se unió al elenco principal de la telenovela The Bold and the Beautiful, donde interpreta a Wyatt Fuller hasta ahora.

## Filmografía
- 2005: Staring at the Sun como Smoker 1.
- 2005–2010: Days of our Lives como Max Brady.
- 2010-2011: Blue Mountain State como Alex Moran (Temporadas 1, 2 y 3).
- 2010: Miss Behave como Mr. Blake Owens (8 episodios)
- 2011: "CSI: Miami" como Ian Kaufman (Episodio "F-T-F").
- 2011: "Castle" como Nick, Jr. (Episodio "Slice of Death").
- 2012: Liars All como Brax.
- 2013 - presente: The Bold and the Beautiful como Wyatt Spencer Fuller.[2]

## Premios y nominaciones
| Año  | Categoría                                   | Premio                  | Series            | Resultado |
| ---- | ------------------------------------------- | ----------------------- | ----------------- | --------- |
| 2014 | Best Guest Star - Comedy                    | ISA Award               | Bloomers          | Nominado  |
| 2009 | Outstanding Younger Actor in a Drama Series | Daytime Emmy Award      | Days of Our Lives | Ganador   |
| 2008 | Outstanding Younger Actor in a Drama Series | Soap Opera Digest Award | Days of Our Lives | Nominado  |